# Трипимени
Трипимѐни (на гръцки: Τρυπημένη; на турски: Tirmen) е село в Кипър, окръг Фамагуста. Според статистическата служба на Северен Кипър през 2011 г. селото има 197 жители.
Де факто е под контрола на непризнатата Севернокипърска турска република.